# Хайруллин, Ильдар Амирович
Ильда́р Ами́рович Хайру́ллин (род. 22 августа 1990, Пермь) — российский шахматист, гроссмейстер (2007). Обладатель Кубка европейских клубов 2011 года, двукратный победитель командных чемпионатов России по шахматам (2013, 2016).

## Ранние годы
Играет в шахматы с шести лет. Занимался с Владимиром Пугачевским, Анатолием Терехиным и Владимиром Барским. Получил 1-й разряд в 7 лет, через год стал кандидатом в мастера.
Выходил победителем первенства России до 10 (Серпухов, 2000), до 12 (Дагомыс, 2002) и до 14 лет (Дагомыс, 2003); II международного шахматного турнира «Юные звезды мира» (Кириши, 2004). Выиграл чемпионаты мира до 14 (Ираклион, 2004) и до 18 лет (Бельфор, 2005). Участник 3-х чемпионатов мира среди юниоров в категории до 20 лет (2005—2007).

## Дальнейшая карьера
С 2004 года международный мастер, в 2007 году получил звание гроссмейстера. На 59-м чемпионате России среди мужчин (Москва, 2006) разделил 5—7 места. Стал победителем VII чемпионата Приволжского федерального округа (Казань, 2009).
В 2006 году занял 5-е место на чемпионате России.
После окончания школы переехал в Саратов, в последнее время выступает за Санкт-Петербург. В 2010 году набрал 7 очков из 11 и стал чемпионом Санкт-Петербурга.
Многократный участник командных чемпионатов России в составе команд «СПбШФ», Санкт-Петербург (2006, 2011—2016), «Ладья», г. Казань (2007), «Экономист» Саратовского государственного социально-экономического университета (2008), «Клуб Михаила Чигорина», г. Санкт-Петербург (2010). Завоевал 7 командных медалей — 2 золотые (2013 и 2016), 2 серебряные (2008 и 2012) и 3 бронзовые (2011, 2014, 2015), а также серебряную медаль в индивидуальном зачёте (2015, играл на 6-й доске)
Участник Кубков европейских клубов в составе команд «Экономист» Саратовского государственного социально-экономического университета (2008) и «СПбШФ», г. Санкт-Петербург (2011—2017). Стал победителем данного соревнования в 2011 году, а также дважды завоёвывал «серебро» в командном зачёте (2012 и 2016).
Участник 10-и личных чемпионатов Европы (2005, 2007—2015) и Кубка мира 2011.
В 2012 году занял 4-е (1—8) место на Мемориале Ботвиниика в Санкт-Петербурге. В том же Петербурге спустя год разделил 1—11 места на Мемориале Чигорина, но занял в итоге 11-е место.
Разделил 5—20 места на Moscow Open в 2014 году с результатом 6½ из 9 и 12—21 места в Чемпионате России (Высшая лига) с результатом 5 из 9.
Входил в состав команды Яна Непомнящего при подготовке к матчам за звание чемпиона мира.

## Вне шахмат
Выступил против СВО, подписав открытое письмо 44 шахматистов Владимиру Путину.